# Айнабулак (Зайсанский район)
Айнабулак (каз. Айнабұлақ) — село в Зайсанском районе Восточно-Казахстанской области Казахстана. Административный центр Айнабулакского сельского округа. Находится примерно в 10 км к северо-востоку от районного центра, города Зайсан. Код КАТО — 634645100.

## Население
В 1999 году население села составляло 1894 человека (951 мужчина и 943 женщины). По данным переписи 2009 года, в селе проживало 1519 человек (754 мужчины и 765 женщин).